# Blasco Núñez Vela
Blasco Núñez de Vela (Ávila, 1495-Iñaquito, 18 de enero de 1546), fue un militar y político español, capitán general de la Armada de las Indias.
En 1530, fue el primero  que capitaneó la Flota de Indias que cruzó el océano Atlántico llevando los cargamentos de oro y plata al rey Carlos I de España evitando las amenazas de los corsarios. En 1543 fue el primero que envió hacia España, por demanda de los comerciantes de Sevilla, la navegación de convoyes protegida por buques de guerra, sustituyendo por primera vez en Hispanoamérica los navíos sueltos.
Fue nombrado primer virrey del Perú en 1543, con la tarea de hacer cumplir las Leyes Nuevas redactadas para poner fin a los abusos cometidos con los indios por parte de los encomenderos. De buen parecer y gentil presencia, debido a su empeño en hacer cumplir la nueva legislación, entró rápidamente en conflicto con las élites locales, de manera tal que fue depuesto de su cargo por la Real Audiencia de Lima, en 1544, la cual entregó el poder a Gonzalo Pizarro. Enviado de vuelta a España, desembarcó en Tumbes y reunió un ejército con el que marchó contra los gonzalistas, con el ánimo tenaz de recuperar el poder. Pero hubo de retroceder y en la batalla de Iñaquito, cerca a la ciudad de Quito, fue derrotado y decapitado, el 18 de enero de 1546.

## Datos biográficos
El linaje de los Vela en Ávila tuvo su origen en el conde Nuño Vela, originario de una familia condal alavesa arraigada en León bajo la protección real. De este rico-hombre procedieron los apellidados Vela Nuñez o Nuñez Vela.
Descendiente de un Nuñez-Vela fue Blazquez Vela, que fundó mayorazgo con facultad Real, siendo su hijo Luis Núñez-Vela, señor del mayorazgo de Tabladillo, y casó con la que fue madre de Blasco Núñez Vela, doña Isabel de Villalva.
Blasco Nuñez Vela ejerció los cargos de corregidor de Málaga y Cuenca, capitán de lanzas de Orán, veedor general de las galeras y de la gente de guerra de Castilla, e inspector general de la frontera de Navarra.
Como capitán general de la armada, realizó numerosas pero cortas travesías entre España y América, por lo que al momento de confiársele la alta responsabilidad en el Perú ya estaba un tanto familiarizado con el Nuevo Mundo. Para entonces era ya conocido por la rigurosidad de sus castigos, al punto de dejar lisiados a varios soldados y marineros.
Estaba casado con doña Brianda de Acuña, con la cual tuvo siete hijos. Dos de ellos, Cristóbal Vela y Acuña y Diego Vela fueron arzobispos de Burgos y Lugo, respectivamente. A Antonio y Juan de Acuña Vela se les dio el hábito de la  Orden de Santiago a uno y el de la Orden de Alcántara al otro; a ambos hízoles primero meninos de la emperatriz y luego sus propios gentiles-hombres; murió el mayor proveído para embajador en Francia, el segundo de capitán general de artillería de España y consejero de guerra. Blasco era también caballero de la Orden de Santiago. Su hija María Vela, casó en 1570 con Bernardino de Avellaneda, señor de Castrillo, Capitán General de la Armada de Indias en 1595, Asistente de Sevilla y Virrey de Navarra; María murió en 1580.

## Primer virrey del Perú
El deseo de mejorar el trato y calidad de vida de los indios sometidos en América, inspiró al emperador Carlos V a redactar las famosas ordenanzas o Leyes Nuevas que sancionó en Madrid, el 20 de noviembre de 1542. De acuerdo a ellas, se prohibía la esclavitud y el trabajo pesado de los indios, determinaba la supresión a corto plazo del régimen de las encomiendas, ordenaba despojar de sus repartimientos de indios a todos los oficiales públicos y a las congregaciones religiosas, y además mandaba quitar sus encomiendas a los que habían intervenido en el bando pizarrista durante la guerra civil entre los conquistadores del Perú.
Para poner en vigor tales leyes, y a la vez terminar con el espíritu de insubordinación que mostraban los conquistadores y extirpar el germen del feudalismo que pretendían trasplantar a América, el rey juzgó conveniente enviar al Perú a un funcionario altamente caracterizado que era la máxima autoridad:  el virrey, desplegando un gran boato y provisto de extensas facultades y que fuera un verdadero representante de la Monarquía Hispánica, de su poder real y de la persona misma del soberano. El virrey fue acompañado de una Real Audiencia compuesta de cuatro Oidores con alta jurisdicción así en lo civil como en lo criminal.
No fue fácil hallar quien quisiera aceptar un cargo de tanta responsabilidad como el de virrey del Perú, habida cuenta de que debía promulgar y hacer cumplir unas leyes que tanta impopularidad tenía entre los arrogantes conquistadores del Perú, convertidos en encomenderos. El emperador se fijó en Blasco Núñez Vela, quien al principio quiso rechazar el honor, para finalmente aceptar la voluntad real. Era ya para entonces un hombre maduro, aunque todavía gallardo y robusto, honrado, valiente, enérgico, leal y devotísimo al emperador de España, quien mucho le estimaba y favorecía. Era terco, arrebatado, de cortos alcances, y, por tanto, muy desconfiado, duro como el clima y áspero como la tierra en que había nacido. En abril de 1543 se le otorgó el título de virrey, gobernador y capitán general de los reinos del Perú, Tierra Firme y Chile y presidente de la Real Audiencia, que con las atribuciones y preeminencias de la de Valladolid, debía establecerse en la Ciudad de los Reyes o Lima. Su salario anual quedó fijado en 18,000 ducados de oro.

## Hacia el Virreinato del Perú

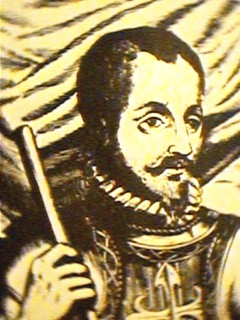
El virrey Blasco Núñez Vela según grabado de las “Décadas” de Antonio de Herrera y Tordesillas, edición de Amberes, 1728.

Blasco Núñez Vela, partió  para hacerse cargo del Virreinato del Perú de Sanlúcar de Barrameda, con gran aparato y grandeza, el  3 de noviembre de 1543, en una armada cuyo mando se le confió, acompañado de los oidores de la nueva Audiencia (Diego Vásquez de Cépeda, Juan Álvarez, Pedro Ortiz de Zárate y Juan Lissón de Tejada), y otros varios ilustres caballeros. Las últimas instrucciones que recibió del Emperador Carlos V fueron

que procurase mostrarse severo castigador de pecados, para que nadie presumiese de no hacerlo, que los disimulaba y sufría.

No sospechaba Carlos V cuán caro había de costar a su fiel servidor el cumplimiento de este mandato.
Luego de hacer escala en las islas Canarias, la armada llegó a Nombre de Dios el 10 de enero de 1544.  El virrey y su comitiva desembarcaron siendo recibidos con festejos; al segundo o tercer día se pregonaron las ordenanzas o Leyes Nuevas y comenzaron los disgustos entre los vecinos, sobre todo por la pérdida de posesión de sus indios esclavos, al ser obligados a enviarlos de regreso a sus tierras nativas. Otro hecho que causó indignación fue el embargue de un cargamento de oro y plata, que el virrey ordenó arguyendo el hecho de haberse obtenido mediante el trabajo de los indios esclavizados.
El virrey pasó luego a Panamá, dando continuas pruebas de su carácter violento y replicando a las observaciones de los Oidores, que le aconsejaban más prudencia y mesura en sus procedimientos

que había de ejecutar las ordenanzas como en ellas se contenía sin esperar para ello términos algunos ni dilaciones.

## Llegada al Perú
Dejando a los miembros de la Audiencia en Panamá, Blasco Núñez Vela se embarcó para el Perú y llegó a Tumbes, donde desembarcó el 14 de marzo de 1544. Decidió continuar por tierra su viaje a Lima y llegó a San Miguel de Piura, donde quitó a varios encomenderos los indios que tenían, así como obligó a otros particulares que dejaran libres a sus indios esclavos y los regresaran a Nicaragua y Panamá (de donde provenían). A esas alturas el descontento era ya general entre los vecinos frente a la tenaz rigurosidad con la que el virrey hizo cumplir las ordenanzas.
Continuando su camino llegó a Trujillo, en donde fue recibido solemnemente. Allí continuó su labor, liberando a los indios de los monasterios y a cuatro encomenderos (a estos por haber intervenido en el bando pizarrista durante la guerra de Las Salinas).

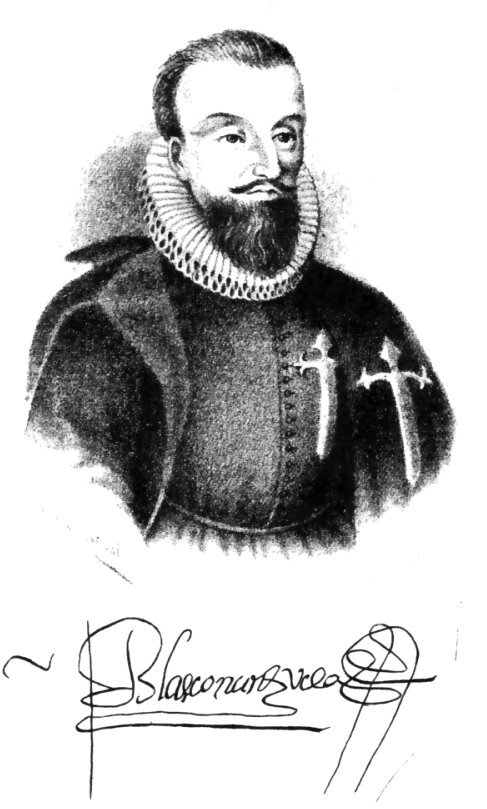
Blasco Núñez Vela y su rúbrica, según grabado de Evaristo San Cristóval, 1891.

De Trujillo se dirigió a Barranca, donde pudo leer en la pared de la estancia en que comía esta advertencia preñada de amenaza:

A quien viniere a echarme de mi casa y hacienda procuraré yo echarle del mundo.

El dueño de aquella venta era un vecino de Lima, Antonio del Solar, hacia quien el virrey incubó un odio feroz, aunque por el momento lo guardó para sí. Hubo incluso un debate en Lima sobre si debía admitirse la entrada del virrey a la capital, pero al fin de cuentas primó el argumento de que se trataba del representante del propio monarca, “rey y señor natural”.
A tres leguas de Lima salieron a recibirlo varios caballeros y vecinos, y a una legua de la ciudad el licenciado Cristóbal Vaca de Castro, entonces gobernador del Perú. También se hizo presente el obispo Jerónimo de Loayza. Finalmente hizo su ingreso a Lima el 15 de mayo de 1544, siendo recibido con una pompa, y el 17 de mayo asumió el mando.
Aposentado ya en el Palacio de Pizarro, el virrey continuó con su propósito de hacer cumplir las Leyes Nuevas, mandando pregonarlas al día siguiente. Los encomenderos afectados, entre los que se contaban numerosos  dueños de esclavos indios, los vencedores de las guerras civiles, los amancebados que habían contraído matrimonio para salvar sus encomiendas, entre otros, protestaron pero el Virrey se limitó a decir que él solo era ejecutor y no autor de las leyes, y que debían dirigir sus quejas al Rey, y que incluso él se prestaría a ayudarlos para hacer flexibilizar al monarca. Esto solo causó más cólera, con lo que creció más la impopularidad del virrey, lo que a la vez provocó en éste una gran desconfianza de cuantos le rodeaban.
Mientras tanto, los encomenderos organizaban una rebelión, eligiendo como líder a Gonzalo Pizarro, hermano de Francisco Pizarro, que había muerto asesinado en 1541. Gonzalo Pizarro marchó al Cuzco, donde fue magníficamente recibido y proclamado procurador general del Perú para protestar contra las Leyes Nuevas ante el virrey y si fuese necesario, ante el propio emperador Carlos V, en  abril de 1544. Luego se puso en marcha hacia Lima, negándose a reconocer la investidura de Núñez Vela.

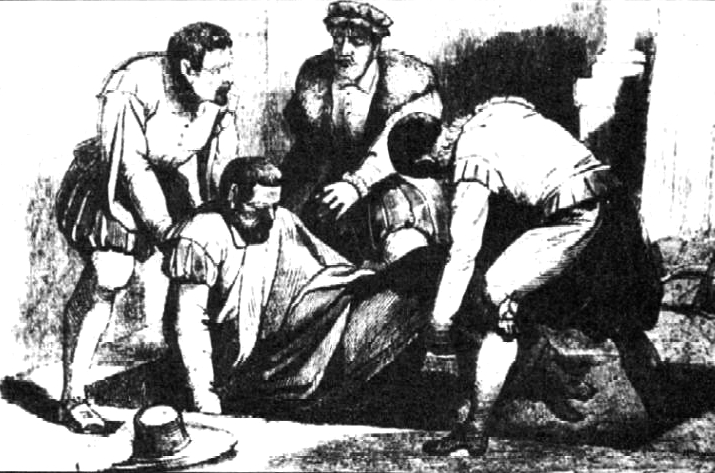
Grabado decimonónico que representa al factor Illán Suárez tras ser muerto a puñaladas por el virrey y sus servidores (13-IX-1544).

En Lima la situación continuaba tensa. Los oidores arribaron a la capital virreinal instalándose oficialmente la Real Audiencia, que debía ser presidida por el mismo virrey. Este receló aún de su predecesor, el gobernador Vaca de Castro, a quien sometió a juicio de residencia y puso en prisión, para luego trasladarlo a bordo de un buque.
A Antonio del Solar (el encomendero de Barranca y supuesto autor del pasquín antes citado) quiso ahorcarlo en su propia casa, pero a instancias del arzobispo y otras personalidades, se limitó a encarcelarlo; luego los oidores lo pusieron en libertad al no hallar justificación de su prisión.
Pero el acto más execrable cometido por el virrey fue el asesinato del factor Illán Suárez de Carbajal, con sus propias manos y ayudado por sus sirvientes, en un arranque de ira tras acusarlo de haber propiciado la fuga de sus sobrinos y de otros caballeros al campo de Gonzalo Pizarro, el 13 de septiembre de 1544. Illán tenía un hermano llamado Benito Suárez de Carbajal, quien militaba en el bando gonzalista y juró vengar su muerte.

## Destitución y prisión
El bárbaro asesinato de Illán Suárez de Carbajal, colmó la medida de las arbitrariedades del virrey Blasco Núñez Vela. Los oidores de la Real Audiencia, para ganar popularidad, se inclinaron a defender los derechos de los encomenderos y resolvieron deshacerse del virrey. Al efecto, formando tribunal en el atrio de la catedral el 18 de septiembre de 1544, la Audiencia pronunció la destitución del virrey y ordenó su prisión con asentimiento general del vecindario.
El día 20 el virrey fue embarcado por el portezuelo de Maranga y conducido a la isla de San Lorenzo para ser entregado al oidor Juan Álvarez, bajo cuya custodia zarpó el 24 con rumbo a Panamá. El oidor Diego Vásquez de Cepeda, por ser el de más antigüedad, asumió la dirección política del Virreinato.

## Liberación
Se dice que una vez que la nave que conducía al virrey Núñez Vela se alejó, el oidor Juan Álvarez se acercó a su custodiado para pedirle disculpas por el atentado cometido contra su dignidad, y que como leal servidor de Su Majestad, ponía su persona y el navío a su obediencia. El virrey, un tanto sorprendido, pero deseoso de aprovechar la situación, ordenó que la nave se dirigiera a Tumbes, donde desembarcó a mediados de octubre. Se dirigió a Quito, donde reunió tropas leales al Rey, formando un nuevo ejército para combatir la rebelión y restablecer su autoridad.
Entretanto, Gonzalo Pizarro realizaba su pomposa entrada a Lima el 28 de octubre, al frente de mil doscientos excelentes soldados provistos de numerosa artillería y desplegando el pendón real de Castilla. Los oidores, entre jubilosos y temerosos, lo recibieron por Gobernador del Perú.
La pelea estaba pues entablada entre los leales a la Corona o “realistas”, con el virrey Núñez Vela a la cabeza, y los rebeldes o “gonzalistas”, con Pizarro al frente.

## La “guerra de Quito”
El virrey Blasco Núñez Vela ocupó San Miguel de Piura y continuó hacia el sur. Enterado Gonzalo Pizarro, salió de Lima con sus fuerzas y se dirigió al norte, llegando a Trujillo. El virrey retrocedió entonces, temiendo el poderío de su adversario y volvió a Quito a marchas forzadas, largo y fatigoso trayecto que realizó mientras era perseguido muy de cerca por Gonzalo, apenas combatiendo muy poco. Luego se dirigió más al norte, hacia Popayán (actual Colombia).
Mientras tanto, el capitán Diego Centeno se sublevó en Charcas, alzando la bandera del rey. Gonzalo Pizarro, desde Quito, ordenó a su lugarteniente Francisco de Carvajal emprender campaña en ese nuevo frente, mientras él quedaba a la espera del virrey.
Mientras tanto el virrey siguió concentrado en Popayán, donde recibió refuerzos provenientes del norte; uno de los capitanes que se le sumó fue Sebastián de Benalcázar, el gobernador de Popayán. A la vez que ganaba el apoyo de los curacas de la región, cuya labor fue valiosísima, pues desabastecieron a los gonzalistas, aumentándoles la impaciencia que padecían por la prolongada inactividad.
Fue entonces que Pizarro planeó una inteligente estrategia para sacar al virrey de Popayán, posición que consideraba difícil de atacar: dejando en Quito una pequeña guarnición a las órdenes de Pedro de Puelles, aparentó marchar al Sur con todo su ejército, encargando a sus aliados indígenas propagar la versión de que marchaba en auxilio de Carvajal contra Centeno. Cayó el virrey en el engaño y poco después sacó sus tropas de Popayán con intenciones de apoderarse de Quito. No contaba con que Gonzalo, en vez de pasar al Sur, se había estacionado a tres leguas de Quito, a orillas del río Guallabamba. Cuando los espías del virrey descubrieron el engaño era ya tarde para retroceder. Al ver que la posición de los rebeldes era demasiado ventajosa, Benalcázar aconsejó al virrey desviarse a Quito por un camino poco frecuentado, plan que fue aceptado.
Triste fue el recibimiento otorgado al virrey en Quito, donde sólo había mujeres quienes, conocedores de la superioridad de los gonzalistas, le reprocharon el haber

ido allí a morir.

Entre tanto, los gonzalistas habían tomado también el camino hacia Quito. El virrey, considerando poco propicio empeñar la defensa en la ciudad, arengó a sus tropas y les dio orden de salir a dar la batalla. Empezaba la tarde del 18 de enero de 1546.

## La batalla de Iñaquito y su muerte

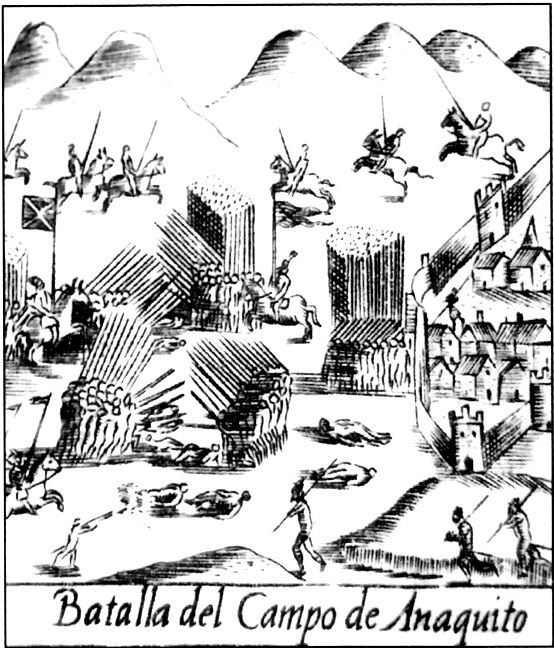
La muerte del virrey Blasco Núñez Vela en la batalla de Iñaquito (18-I-1546), según un grabado de la Historia general de las Indias (1554) de Francisco López de Gómara.

Esta larga campaña, con tan variadas y extrañas peripecias, terminó pues en el campo de Iñaquito (o Añaquito, cerca de Quito), donde se dio una batalla entre las fuerzas que obedecían al virrey y a Sebastián de Benalcázar y las que comandaba Gonzalo Pizarro. Combatió en ella Blasco Núñez Vela desesperadamente lanza en mano haciendo prodigios de valor y de fuerza no obstante sus muchos años, hasta que al fin, rota la lanza, cayó a un golpe de maza que le descargó Hernando de Torres, vecino de Arequipa.
Benito Suárez de Carbajal, hermano del factor Illán, halló moribundo al virrey tendido en el campo y auxiliado por el clérigo Francisco Herrera, y después de prodigarle los más groseros insultos, se dirigió a degollarle. Pero uno de los presentes, llamado Pedro de Puelles, le contuvo diciéndole que era mucha bajeza oficiar de verdugo en un hombre ya caído, por lo que Benito ordenó entonces a un negro esclavo suyo que hiciera el trabajo: el viejo virrey recibió la muerte con dignidad y entereza. La cabeza cortada fue arrastrada por el suelo hasta Quito en donde se le puso en la picota; de sus blancas y luengas barbas hizo Juan de la Torre (llamado “el madrileño” para distinguirlo de su homónimo, el de los Trece de la Fama), un penacho que colocó en su gorra y lució como trofeo en las calles de Quito y de Lima.

## Sepultura y descendencia
Gonzalo Pizarro ordenó traer a Quito el cuerpo del virrey Blasco Núñez Vela y retirar de la picota su cabeza, demostrando que dicha infamia había sido hecha sin su consentimiento; luego lo hizo enterrar honoríficamente en la iglesia mayor de la ciudad. El caudillo rebelde asistió personalmente al entierro y mandó decir misas por su alma, ordenando que todos llevasen luto por su muerte. Dice el cronista Gutiérrez de Santa Clara, que un honrado vecino de Quito, llamado Gonzalo de Pereyra, de acuerdo con el sacristán de la iglesia, hizo poner sobre su sepulcro, a manera de epitafio la copla siguiente:

Aquí yace sepultado
el ínclito Visorrey
que murió descabezado
como bueno y esforzado
por la justicia del rey; 
la su fama volará
aunque murió su persona,
 y su virtud sonará, 
por esto se le dará
de lealtad la corona.

Posteriormente sus restos fueron trasladados a la iglesia parroquial de Santo Domingo, en la ciudad de Ávila, su tierra natal, lastimosamente en 1948 la iglesia fue demolida por lo que se cree que sus restos se perdieron. El emperador Carlos V no fue ingrato a la memoria de su desgraciado pero fiel servidor: a sus hijos don Antonio y don Juan dióles el hábito de Santiago a uno y el de Alcántara a otro; a ambos hízoles primero meninos de la emperatriz y luego sus propios gentiles-hombres; murió el mayor proveído para embajador en Francia, el segundo de capitán general de artillería de España y consejero de guerra, y el tercero, don Cristóbal, que siguió la carrera eclesiástica, de Arzobispo de Burgos.
| Predecesor: Cristóbal Vaca de Castro gobernador interino del Perú | 1.º Virrey del Perú 1544 | Sucesor: Diego Vásquez de Cepeda presidente de la Real Audiencia de Lima y gobernador interino del Perú |